# Pseudoeconesus stramineus
Pseudoeconesus stramineus är en nattsländeart som beskrevs av Mclachlan 1894. Pseudoeconesus stramineus ingår i släktet Pseudoeconesus och familjen Oeconesidae. Inga underarter finns listade i Catalogue of Life.